# Odon van Pevenage
Odon van Pevenage (Maarke-Kerkem) was een frontsoldaat (grenadier) tijdens de Eerste Wereldoorlog. Hij stierf op 24-jarige leeftijd in 1917. 
Van Pevenage schreef tijdens de Oorlog een oorlogsdagboek. Zijn strijdkameraad en neef Cyriel nam dit dagboek in 1918 mee naar huis. Op 27 mei 2009 werd het door zijn nicht geschonken aan het In Flanders Fields Museum te Ieper. Op 26 september van dat jaar werd de tekst van het dagboek door uitgeverij Lannoo uitgebracht onder de titel Odon, dagboek van een IJzerfrontsoldaat.